# 小品文
小品文是種散文的流派，其內容經常是在生活中，作者經過深思而傳達給讀者的訊息，內容題材不限，所傳達的道理或想法也沒有限制。其特色是以深入淺出、簡明生動的筆法，描述或議論一些事理。
特点主要是通过事实和艺术形象来表现思想内容，议论较少，叙述、描写或抒情成分较多，以幽默的方式和喜剧性的情节，活泼、轻松的语言，给人一种揭露性的笑，并使人在笑过之后，看到问题的实质，发人深思。

## 中國
中國新文學運動時期，小品文興盛。五四時代散文小品的創作，繼承了歷代散文小品的傳統，而加以拓展，復吸收了西洋小品創作的優點，而有所發揮。五四時代的白話，有利於散文小品的創作，因為它接近口語，又擺脫了文言「言志載道」的束縛。

## 延伸閱讀
- 鸟谷真由美：〈越境的小品文：以中日小品文的互动为中心 （页面存档备份，存于）〉。
- 周質平：〈林语堂与小品文 （页面存档备份，存于）〉。